# Naša Niva

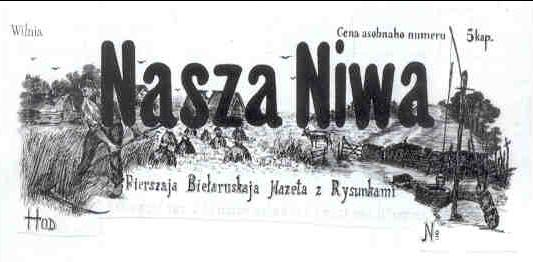
Logo z počátku 20. století

Naša Niva (bělorusky: Наша Ніва, v překladu „Naše půda“) je běloruský týdeník. Patří k nejstarším stále existující periodikům v Bělorusku. Vznikl roku 1906, zanikl roku 1915 a obnoven byl v roce 1991. Jeho nejvýznamnějším obdobím bylo to první, kdy sehrál významnou roli v rozvoji běloruské literatury a běloruského jazyka. Zavedl standardy běloruského spisovného jazyka. Období začátku 20. století (1905-1915) je v Bělorusku někdy nazýváno „našanivské“, stejně tak generace autorů, která se tehdy kolem novin soustředila, bývá označována za našanivskou. V letech 1914-1915 časopis vedl známý spisovatel Janka Kupala. K dalším významným autorům patřili Zmicier Žylunovič, Branislav Taraškievič, Anton Luckievič nebo Vacłaŭ Łastoŭski. Naša Niva objevila literární talenty jako byl Jakub Kolas, Maksim Bahdanovič nebo Źmitrok Biadula. Od nástupu Lukašenkovy diktatury je obnovená Naša Niva klíčovým hlasem protilukašenkovské opozice.

## 1906-1915
Naša Niva se inspirovala politickými novinami Iskra, vydávanými Ruskou sociálně demokratickou dělnickou stranou od roku 1901. Na konferenci Běloruského socialistického shromáždění v červnu 1906 oznámil běloruský novinář Anton Łuckevič svůj záměr vytvořit stranické noviny. Spoluzakladateli byli jeho bratr Ivan a Alaksandar Ułasaŭ, statkář z panství Mihaŭka u Minsku, který byl po mnoho let vydavatelem novin. Název tiskoviny byl převzat z básně Janka Lučyny. První číslo vyšlo 23. listopadu 1906. Šlo o první běloruské periodikum bez vládních zásahů. Až do října 1912 byly noviny tištěny jak v cyrilici, tak v latince. Od čísla 43 z 24. října 1912 redakce zcela přešla na cyrilici.
Naša Niva pokryla širokou škálu politických, ekonomických a kulturních témat. Každé číslo obsahovalo následující rubriky: vláda, politická revue, život na venkově, život ve městě, fejeton, nejnovější literární díla v běloruštině, korespondence, zprávy z Ruska a Litvy, výtah z knih, historické poznámky, poznámky o zemědělství, aplikovaná mechanika, inzeráty. Jen v prvních třech letech noviny uveřejnily 246 básní od 61 autorů. V roce 1911 byl náklad asi 3000 výtisků. Podle archivu redakce měly noviny v roce 1909 předplatitele i v Praze, Paříži, Lvově a ve Spojených státech. Stálých i dočasných dopisovatelů bylo více než tři tisíce. V letech 1906 až 1915 vyšlo více než milion výtisků. Po celou tuto první éru vycházely noviny s týdenní periodicitou.
Z Naší Nivy se v roce 1912 oddělil a osamostatnil satirický časopis Krapiva (Kopřivy) a zemědělské oddělení se rozrostlo v nezávislý časopis Sacha (Pluh) vydávaný v Minsku od konce roku 1913. Pod záštitou novin jeden ze zakladatelů Ivan Łuckevič začal sbírat artefakty pro budoucí Běloruské národní muzeum. Většina z nich je v současné době uložena v Národním historickém muzeu Litvy.
Cílem redakce bylo pomoci dotvořit běloruský politický národ. Obhajovala právo používat rodný jazyk ve školách a v kostele. Obhajoba národních zájmů vyvolávala po celou dobu existence novin útoky ruské cenzury (Bělorusko bylo tehdy součástí Ruského impéria). Dokonce i agrární články jako „Otázka půdy na Novém Zélandu“ byly shledány „pobuřující“ a „neuctivé vůči vládě“. Redaktor Alaksandar Ułasaŭ byl několikrát souzen a uvězněn. Při několika příležitostech byl celý náklad čísla zabaven a redaktoři byli nuceni zaplatit pokuty.
Po vypuknutí první světové války v roce 1914 redakce již nemohla kritizovat vládu, ale nevyjádřila žádnou podporu válečnému úsilí a nezapojila se do státní propagandy. Časopis byl zastaven roku 1915 poté, co byl Vilnius obsazen Němci.
První pokus o obnovení novin učinil Maksim Harecki ve Vilniusu v roce 1920. Dne 28. října 1920 vyšlo první číslo. V prosinci 1920 byly ale noviny opět zakázány, tentokrát polskou vojenskou cenzurou. Když se Bělorusko stalo součástí sovětského státu, Sověti zájem na obnovení neměli. Naopak, sovětské orgány si dobře pamatovaly autorský okruh týdeníku, který byl setrvale podezřelý z „buržoazního nacionalismu“. Všichni hlavní autoři kromě Kupaly - Anton Łuckevič, Alaksandar Ułasaŭ, Branisłaŭ Taraškievič, Źmicier Žyłunovič a Vacłaŭ Łastoŭski - padli za oběť stalinským represím ve 30. letech 20. století.

## Od 1991
Až rozpad Sovětského svazu a rychlý růst hnutí za nezávislost v Bělorusku umožnily znovuzaložení novin. Obnovil je novinář Siarhiej Dubaviec ve Vilniusu v květnu 1991. V roce 1996 se redakce přestěhovala do Minsku. Od roku 1991 do roku 1995 vycházel Naša Niva jednou měsíčně, v roce 1996 se vrátila k týdennímu cyklu a poté v letech 1997–1999 vycházela každých čtrnáct dní. V roce 1999 se noviny staly opět týdeníkem. Roku 1997 vznikla internetová verze.
Naša Niva získala na běloruském mediálním trhu unikátní postavení. Zůstala bez vlivu státní propagandy a mezi běloruskými médii si udržela jedno z nejvyšších hodnocení v oblasti objektivity a žurnalistické etiky. Od poloviny 90. let jsou noviny v otevřené opozici vůči režimu Alexandra Lukašenka. Zprvu se spory týkaly pravopisu, neboť noviny používaly tradiční pravopis taraškievica. V roce 1998 vyhrály soudní proces a získaly povolení nadále používat starý pravopis. Činily tak až do roku 2008, kdy se sami rozhodly přejít k pravopisu novému, aby oslovily větší publikum a nové segmenty veřejnosti.
Postupně ale spor mezi režimem a novinami začal být politický. Noviny byly vládou mnohokrát postiženy, dostaly vysoké pokuty a roku 2005 byly vyloučeny z oficiální distribuce. Dne 29. dubna 2006 zorganizovalo 300 aktivistů shromáždění na podporu novin na náměstí Oktjabrskaja, 10 lidí bylo zatčeno. Nicméně v roce 2008 byla Naša Niva připuštěna zpět do oficiální distribuce tisku.
Represe byly obnoveny v roce 2010, když bylo zabaveno červnové vydání s článkem o dokumentu ruské NTV nazvaném „Kmotr“, který pojednával o Alexandru Lukašenkovi. Redaktoři a novináři byli zatčeni, vyslýcháni a biti policií a důstojníky KGB. Roku 2017 se internetová verze stala nejnavštěvovanější webovou stránkou v běloruském jazyce, celkově se časopis stal třetím nejoblíbenějším médiem v Bělorusku. 8. července 2021 úřady zablokovaly web deníku. Šéfredaktor Jahor Marcinovič a redaktor Andrej Skurko byli zadrženi. 13. července Naša Niva oznámila ukončení své činnosti v Bělorusku kvůli rostoucímu tlaku ze strany úřadů. Zaměstnancům bylo doporučeno přestěhovat se do zahraničí. Redakce slíbila, že se pokusí znovu spustit web ze zahraničí. Nový web byl spuštěn 29. července 2021. Dne 27. ledna 2022 běloruské ministerstvo vnitra prohlásilo Naši Nivu za „extremistickou formaci“. 15. března 2022 byli Marcinovič a Skurko odsouzeni k 2,5 roku vězení.